# Koldby
Koldby is een plaats in de Deense regio Noord-Jutland, gemeente Thisted. De plaats telt 774 inwoners (2008).